# Кемптен (Алгој)
Кемптен (њем. Kempten) општина је у њемачкој савезној држави Баварска. Посједује регионалну шифру (AGS) 9763000.

## Географски и демографски подаци
Општина се налази на надморској висини од 674 метра. Површина општине износи 63,3 km². У самом мјесту је, према процјени из 2010. године, живјело 62.135 становника. Просјечна густина становништва износи 982 становника/km².

## Међународна сарадња
| Мјесто | Држава    | Врста сарадње | Од    |
| ------ | --------- | ------------- | ----- |
| Слајго | Ирска     | партнерство   | 1990. |
| Тренто | Италија   | партнерство   | 1987. |
| Шопрон | Мађарска  | партнерство   | 1988. |
|        | Француска | партнерство   | 1972. |
| Извор  |           |               |       |